# Otrębusy
Otrębusy jsou vesnice v Polsku nacházející se v Mazovském vojvodství, v okrese Pruszków, v gmině Brwinów.
V letech 1975-1998 vesnice náležela administrativně do Varšavského vojvodství.

## Historie
Zdokumentovaná historie vesnice sahá do 15. století. První zmínky o Otrębusach pochází z Ksiąg Błońskich Ziemskich z roku 1525 a 1534.
Používal se tehdy latinský zápis: Otrambusche. Pravděpodobně byly Otrębusy založeny na začátku 14. století jako soukromá vesnice s malým folwarkem a několika hospodářství rolníků. Název Otrębusy je názvem kulturním vyplývající z činnosti zakladatele nebo jeho prvních obyvatelů. Od druhé poloviny 18. století se vesnice začíná objevovat v mapách a atlasech. Vesnice patřila administrativně do okresu Błonie, farnosti Brwinów, zemi varšavské. Potvrzuje to Spis parafii województwa mazowieckiego z první poloviny 16. století. Zmiňuje se tam, že Otrębusy patří do farnosti Brwinów děkanátu błońskiego.
Ke konci 19. století se začalo rozprodávat majetky. Otrębusy nebyla v tehdejší době příliš atraktivní obec, neboť byla bez železničního spojení, silnice byly písčité a půda málo úrodná. Jediným kladem tohoto terénu byly lesy, který obklopovaly vesnici, dobrý klimat a úplný klid. Vznikla tehdy myšlenka na vytvoření místa léčebného a odpočinkového. Nicméně jediný typ takového centra vznikl v Karolině, ale přesto měla vesnice stále vesnický charakter. Postupně následoval územní rozvoj, vznikala nová hospodářství. Patrný byl příliv obyvatel stavějících nové domy.
V roce 1948 vznikl v Karolině Státní sbor lidových písní a tance "Mazovska". Jeho úmělecká koncepce předpokládala, že "Mazovsko" má zpívat a tančit tradiční lidový repertoár - tradiční zpěvy a písně.
V roce 1970 začalo úsilí o vytvoření farnosti v této oblasti. Farnost NMP Matky Kostela v Otrębusach vznikla teprve v roce 1985. Prvním pastorem, který vybudoval faru, byl kněz Andrzej Lepianka. Mše se konala do té doby v kapli. Kněz Lepianka tragičně zahynul při automobilové dopravní nehodě, a fara, do které kromě Otrębus a Kań patřil také Popówek, přijal kněz Marian Kasztalski, zastoupený potom knězem Henrykem Bartuszkou, nazývaného přes farníků stavitelem kostela. V té době byla svolána Rada farnosti, v které se našli mj. farníci znající se na umění stavby. Z návrhů na nový kostel byl vybrán jeden návrh, jehož autorem byly Anna i Wojciech Kawęczyński. Vysvěcení kostela proběhlo 26. září 1999. Její dekorace, Pasję w brązie (Vášeň v bronzu), kříž a socha Panny Marie se sádrovým představením Tajemstvím růžence, byla provedena v pracovně prof. Gustawa Zemły.

## Současnost
V současné době mají Otrębusy více než 2000 obyvatel a jsou jedním z 15 starostenství nacházejících se v gmině Brwinów. Obcí vedou dvě vojvodské silnice (719 a 720), které spojují obec jak se sousedními obcemi tak s nedaleko položeným hlavním městem Varšavou.
Vesnice již ztratila rolnický charakter. Značná část obyvatel je zaměstnána v továrnách a firmách v oblasti Varšavy. Na území vesnice funguje několik desítek obchodních firem, zabývající se převážně službami.
Mezi charakteristický objekty Otrębus patří farní kostel a také dvě muzea - Muzeum lidového umění a Muzeum motorismu. Na území sídla ZPiT "Mazovsko" se nachází muzeum, v jehož sbírkách se nachází kostýmy, v kterých vystupovali členové souboru, a také početné upomínkové předměty přivezené z vystoupení z celého světa. V Otrębusech se nachází také pobočka Centra kultury v Brwinówě, která spravuje vesnický obývací pokoj a která plní funkci kulturního domu na území starostenstva.
Za zvláštní pozornost stojí rovněž historická sýpka pocházející z 18. století, která se nachází na ulici Wiejskiej – z cihly, omítnutá, s obdélníkovým půdorysem, patrová. Sýpka dříve náležela do hospodářských stavení "Folwarku Elżbietówka", v současnosti patří soukromému majiteli.
Na území vesnice se nachází oblasti zástavby a rekreační oblasti - pozemky pro rodinné domy, chalupy a hospodářskou činnost. Postupně se buduje infrastruktura – kanalizační síť, vodní potrubí, plynové potrubí, telefony, a také síť silnic gminy. Ve vesnici se nachází první a druhý stupeň základní školy, Centrum zdravotní péče, pošta, knihovna, několik soukromých obchodů.

### Historická data
- první polovina 14. století – pravděpodobné založení obce
- 1525 a 1534 – první zdokumentovaná zmínka o Otrębusech
- 21. března 1980 – první mše na farnosti v Otrębusech
- 1996 – otevření Muzea lidového umění, vedeného prof. Marianem Pokropkem. Tématem inauguracijní výstavy bylo Historie a Víra – Historie Bible a Historie Polska v lidovém umění.
- 26. září 1999 – vysvěcení nového farního kostela

## Starostové
- od 2006 – Anna Grzegorowska
- 2002–2006 – Melania Witek
- 1998–2002 – Kazimierz Krych
- 1994–1998 – Melania Witek

## Komunikace
Vesnicí vedou:

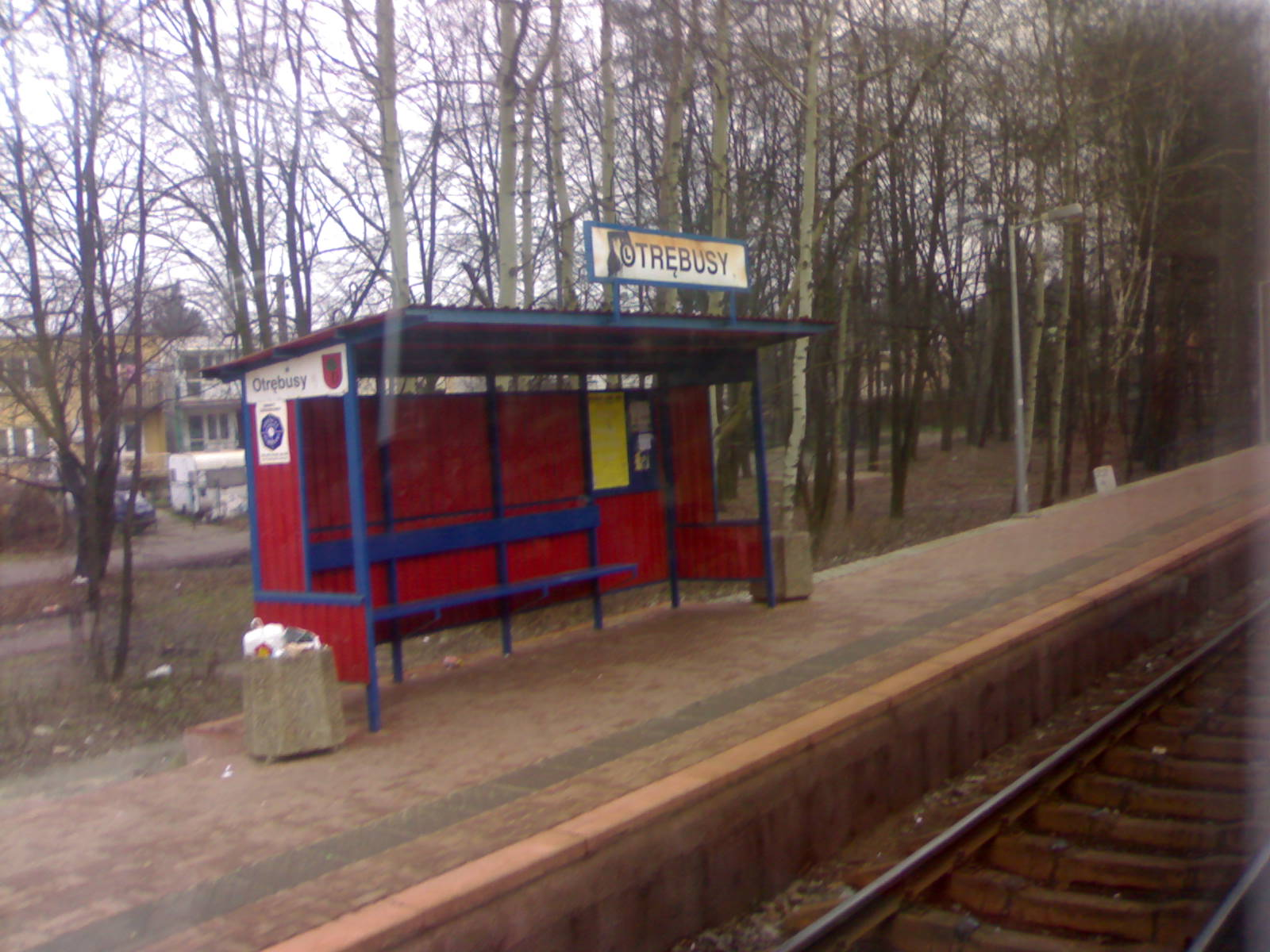
Zastávka WKD Otrębusy

- linie WKD. Podle jízdního řádu trvá cesta ze stanice Warszawa Śródmieście WKD do zastávky Otrębusy 38 minut.
- vojvodské silnice.

Mimo WKD zde existuje dopravní spojení:
- PKS
- bezplatná spojení do velkých obchodních center: Géant, Janki, Maximus
- dopravní spojení do Mezinárodního centra sluchu a mluvy v Kajetanech.

## Objekty

### Památky
- Palácovo-parkový historický komplex Karolin – Sídlo Státního sbor lidových písní a tance "Mazovska" Tadeusza Sygietyńskiego
- Palácovo-parkový komplex Toeplitzówka – místo narození Krzysztofa Teodora Toeplitza
- Historická sýpka z 18. století, jedna z hospodářských budov bývalého folwarku
- socha Svantovíta (u zastávky WKD)
- objekty označené jako přírodní památky

### Muzea

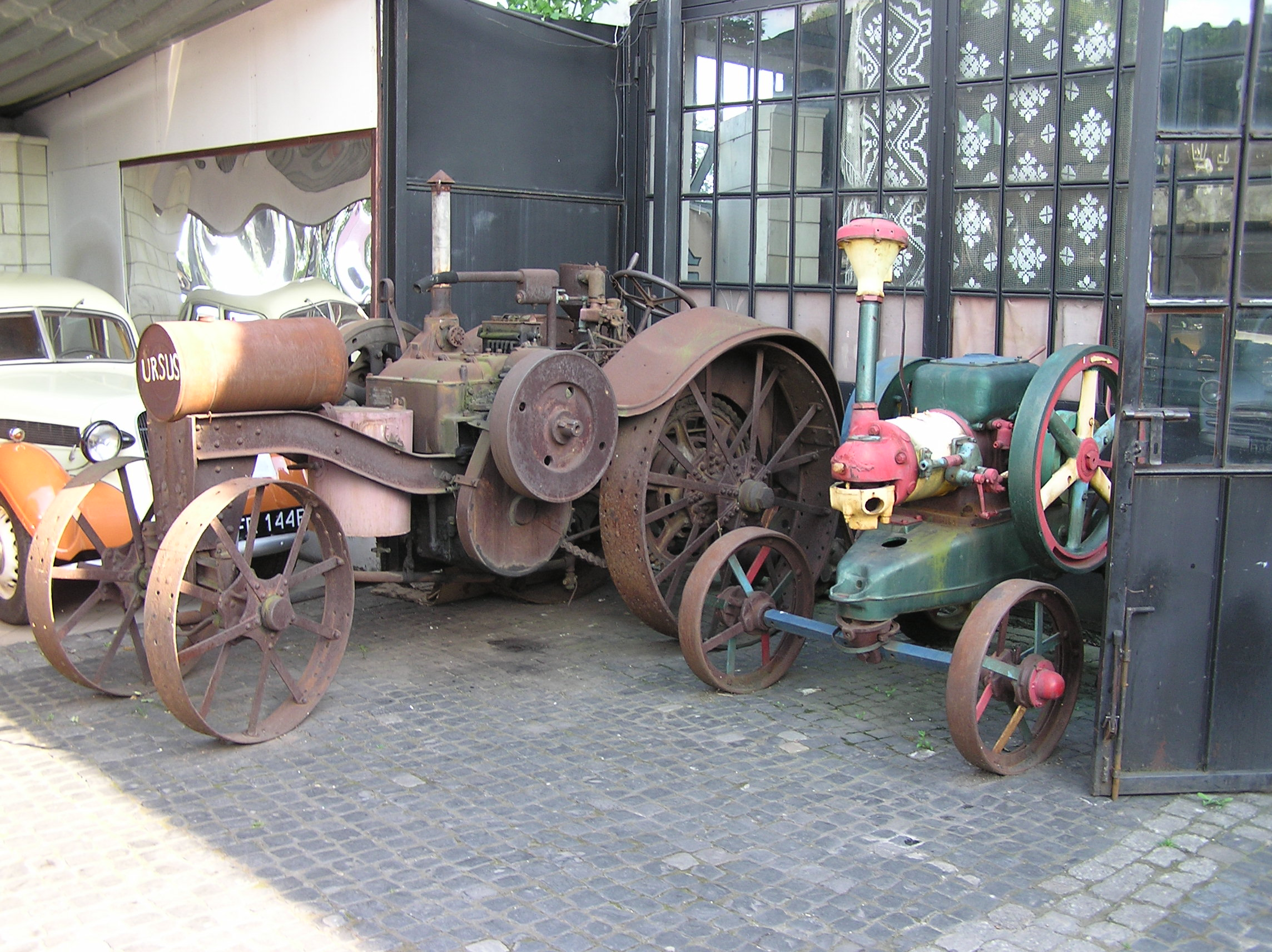
Exponáty Muzea motorismu

- Muzeum Státní sbor lidových písní a tance "Mazovska" – Karolin
- Muzeum polského lidového umění (soukromé) – dům prof. Mariana Pokropka – ulice Natalińska 15
- Muzeum motorismu – ulice Warszawska 21

### Vzdělání
- Školka (místní samosprávy) – ulice Wiejska 1a
- Soukromá školka "Sióstr Służebniczek" NMP – ulice Słowackiego 5
- Veřejná národní škola (místní samosprávy) – ulice Piaseckiego 2
- Veřejný druhý stupeň základní školy (místní samosprávy) – ulice Piaseckiego 2
- Knihovna – ulice Wiejska 1
- Soukromá základní škola číslo 104 Nová škola
- Centrum volného času (pl. Świetlica)

### Jiné
- Farní kostel NMP Matky kostela – ulice Sadowa 14
- Pošta – ulice Wiejska
- Centrum zdravotní péče Vita-Med – ulice Wiejska 1
- Pekárna (s firmovým obchodem) "A & K" – ulice Wiejska 21

## Osoby svázané s Otrębusami
- Krzysztof Teodor Toeplitz, polský novinář
- Marian Pokropek, etnograf, profesor Varšavské univerzita
- Tadeusz Sygietyński, skladatel, zakladatel Státního sboru lidových písní a tance "Mazovska"
- Mira Zimińska-Sygietyńska, polská herečka, dlouholetý ředitel Státního sboru lidových písní a tance "Mazovska"